# Karl Hubinger
Karl Hubinger (* 7. Juli 1911 in Hausbrunn; † 27. Dezember 1990 in Zell am See) war ein österreichischer Politiker (ÖVP) und Landwirt. Hubinger war von 1959 bis 1969 Abgeordneter zum Landtag von Niederösterreich.

## Leben
Hubinger besuchte nach der Volks- und Hauptschule zwei Jahre lang das Realgymnasium und war beruflich als Landwirt in Hausbrunn tätig. Er diente zwischen 1940 und 1945 im Zweiten Weltkrieg.

## Politik
Hubinger war ab 1945 Gemeinderat sowie zwischen 1949 und 1954 Bürgermeister in Hausbrunn. Des Weiteren war er zwischen 1955 und 1975 Obmann der Bauernkammer Poysdorf, war in mehreren landwirtschaftlichen Genossenschaften aktiv sowie Hauptbezirksparteiobmann in Mistelbach. Er vertrat die ÖVP zwischen dem 4. Juni 1959 und dem 20. November 1969 im Landtag.